# Maurice Landrieu
Ne doit pas être confondu avec Maurice Landrieux.
Pour les articles homonymes, voir Landrieu.
Maurice Edwin Landrieu, dit Moon Landrieu, né le 23 juillet 1930 à La Nouvelle-Orléans (Louisiane) et mort dans la même ville le 5 septembre 2022, est un homme politique américain.
Membre du Parti démocrate, il est maire de La Nouvelle-Orléans entre 1970 et 1978 et secrétaire au Logement et au Développement urbain entre 1979 et 1981 dans l'administration du président Jimmy Carter.

## Biographie
Membre de la famille Landrieu, Maurice Landrieu est d'origine française.

### Famille
Sa fille Mary Landrieu a été sénatrice de la Louisiane de 1997 à 2015 et son fils, Mitch Landrieu, maire de La Nouvelle-Orléans de 2010 à 2018.